# I. e. 9. század

## Események

### Közép-Európa
- Közép-Európában a század végétől véget ér a bronzkor, megkezdődik a vaskor, elterjed a vasmegmunkálás.[1]

### Közel-Kelet és Mediterráneum
Asszíria
- II. Assur-nászir-apli és fia, III. Sulmánu-asarídu uralkodása alatt Asszíria fokozatosan domináns hatalommá válik Mezopotámiában és a mai Szíria területén.[2]
  - Karkari csata (i. e. 853) Asszíria délnyugati terjeszkedésének egyik fontos állomása
  - A század végétől az asszírok fokozatosan kapcsolatba kerülnek a médekkel.[2]

Egyéb
- A föníciaiak folytatják kolóniák létesítését a Mediterráneumban
  - Megalapítják többek között Karthágót (i. e. 814).[3]
  - Az asszír hódítás a század végére véget vet a kereskedővárosok virágkorának.[4]

- Moáb függetlenedik az Izraeli Királyságtól (i. e. 853)
- Létrejön Urartu, a transzkaukázusi államalakulat az Örmény-felföldön; a század végétől fénykorát éli
- Görög gyarmatvárosok létesülnek
- Ibéria először kerül kereskedelmi kapcsolatba a föníciaiakkal és a görögökkel

### Ázsia
- Indiában az árják kelet felé nyomulnak a Gangesz völgyében.[5]
  - Befejeződik a Védák gyűjteményének összeállítása.
- Kínában a Csou dinasztia uralkodik.[6]

### Afrika
- A Kusita királyság virágzásának kezdete a mai Szudán területén.

### Közép-Amerika
- Olmék-vilizáció
- Dzibilchaltún város alapítása

## Találmányok, felfedezések
- Ostromgépek használata az asszír katonaságnál.

## Kultúra
- Héra templom építése Korinthosz mellett.
- Artemisz templom Spártában.
- Az ógörög ábécé kialakulása.

## Évtizedek és évek
Az időszámításunk előtti 9. század i. e. 801-től i. e. 900-ig tart.
| i. e. 900-as évek | i. e. 909 | i. e. 908 | i. e. 907 | i. e. 906 | i. e. 905 | i. e. 904 | i. e. 903 | i. e. 902 | i. e. 901 | i. e. 900 |
| i. e. 890-es évek | i. e. 899 | i. e. 898 | i. e. 897 | i. e. 896 | i. e. 895 | i. e. 894 | i. e. 893 | i. e. 892 | i. e. 891 | i. e. 890 |
| i. e. 880-as évek | i. e. 889 | i. e. 888 | i. e. 887 | i. e. 886 | i. e. 885 | i. e. 884 | i. e. 883 | i. e. 882 | i. e. 881 | i. e. 880 |
| i. e. 870-es évek | i. e. 879 | i. e. 878 | i. e. 877 | i. e. 876 | i. e. 875 | i. e. 874 | i. e. 873 | i. e. 872 | i. e. 871 | i. e. 870 |
| i. e. 860-as évek | i. e. 869 | i. e. 868 | i. e. 867 | i. e. 866 | i. e. 865 | i. e. 864 | i. e. 863 | i. e. 862 | i. e. 861 | i. e. 860 |
| i. e. 850-es évek | i. e. 859 | i. e. 858 | i. e. 857 | i. e. 856 | i. e. 855 | i. e. 854 | i. e. 853 | i. e. 852 | i. e. 851 | i. e. 850 |
| i. e. 840-es évek | i. e. 849 | i. e. 848 | i. e. 847 | i. e. 846 | i. e. 845 | i. e. 844 | i. e. 843 | i. e. 842 | i. e. 841 | i. e. 840 |
| i. e. 830-as évek | i. e. 839 | i. e. 838 | i. e. 837 | i. e. 836 | i. e. 835 | i. e. 834 | i. e. 833 | i. e. 832 | i. e. 831 | i. e. 830 |
| i. e. 820-as évek | i. e. 829 | i. e. 828 | i. e. 827 | i. e. 826 | i. e. 825 | i. e. 824 | i. e. 823 | i. e. 822 | i. e. 821 | i. e. 820 |
| i. e. 810-es évek | i. e. 819 | i. e. 818 | i. e. 817 | i. e. 816 | i. e. 815 | i. e. 814 | i. e. 813 | i. e. 812 | i. e. 811 | i. e. 810 |
| i. e. 800-as évek | i. e. 809 | i. e. 808 | i. e. 807 | i. e. 806 | i. e. 805 | i. e. 804 | i. e. 803 | i. e. 802 | i. e. 801 | i. e. 800 |
| i. e. 790-es évek | i. e. 799 | i. e. 798 | i. e. 797 | i. e. 796 | i. e. 795 | i. e. 794 | i. e. 793 | i. e. 792 | i. e. 791 |           |